# Fútbol Club Santiago de Cuba
Maillots
Actualités
Dernière mise à jour : 31 décembre 2019.
Le FC Santiago de Cuba est un club de football cubain, basé à Santiago de Cuba, qui évolue actuellement en première division cubaine.

## Histoire
Le club se distingue au milieu des années 1990 avec deux titres de vice-champion consécutifs en 1993 et 1994. Évoluant régulièrement en première division, il est relégué à l'issue de la saison 2009-10 après une défaite en barrage de promotion / relégation face au FC Cienfuegos.
Invité à disputer la première phase du championnat en 2013, il redescend en deuxième division, mais retrouve l'élite deux ans plus tard en remportant le Torneo de Ascenso 2015 (l'équivalent du championnat de D2 cubain).
La consécration arrive lors de l'édition 2017 du championnat qu'il remporte à une journée de la fin. Entraînés par l'Italien Lorenzo Mambrini, les Diablos Rojos terminent le championnat invaincus (22 matchs consécutifs sans défaite).
Cette série d'invincibilité, qui avait commencé le 7 mai 2016, se prolonge à 38 matchs et s'arrête le 2 avril 2018 après une défaite face au FC La Habana (1-2). Le club reste à sept matchs du record absolu d'invincibilité détenu par le Deportivo San Francisco qui enchaîna 45 rencontres sans la moindre défaite entre 1957 et 1958.
Vainqueurs du championnat en 2017, les Diablos Rojos récidivent l'année suivante et conservent leur titre à la faveur d'une victoire 3-1 sur le FC Ciego de Ávila lors de la dernière journée du championnat. Ce sacre leur offre la possibilité de disputer l'édition 2019 du Caribbean Club Shield, compétition qu'ils découvrent pour la première fois, où ils se hissent en quarts-de-finale, éliminés 2-0 par le Weymouth Wales FC de la Barbade.
Avec moins d'autorité que ses deux sacres précédents, le FC Santiago de Cuba réussit la passe de trois en devenant champion de Cuba en 2019. Ce sacre fait suite à deux confrontations difficiles face à son rival en finale, le FC La Habana, qui s'impose 3-2 à La Havane avant de succomber 1-0 à Santiago de Cuba. Seule la règle des buts marqués à l'extérieur permet aux Diablos Rojos d'être champions in fine.

## Palmarès

### Compétitions nationales
- Championnat de Cuba (3) :
  - Champion en 2017, 2018 et 2019.
  - Vice-champion en 1993, 1994 et 2022.

- Tournoi d'ouverture (1) :
  - Vainqueur en 2022 (Ape.).

- Torneo de Ascenso (1) :
  - Vainqueur en 2015[10].
  - Deuxième en 2012.

### Compétitions internationales
- Caribbean Club Shield :
  - Nombre de participations: 1.
  - Meilleure performance: Quart-de-finale en 2019.

## Personnalités historiques du club

### Joueurs

#### Équipe actuelle (2020)
| N° | Nat.            | Poste | Nom du joueur                  |
| -- | --------------- | ----- | ------------------------------ |
|    | Drapeau de Cuba | G     | Nelson Johnston                |
|    | Drapeau de Cuba | G     | Ricardo Torres González        |
|    | Drapeau de Cuba | G     | Jonathan R. Fernández Lazo     |
|    | Drapeau de Cuba | G     | Yoandris Mario Patterson Ramos |
|    | Drapeau de Cuba | D     | Marcos M. González Cereijo     |
|    | Drapeau de Cuba | D     | Erick Ramón Rizo Rojas         |
|    | Drapeau de Cuba | D     | Lionis Martínez Ramírez        |
|    | Drapeau de Cuba | D     | Raúl Pérez Hernández           |
|    | Drapeau de Cuba | D     | Hector V. Martínez López       |
|    | Drapeau de Cuba | D     | Evelio Gola Laforcade          |
|    | Drapeau de Cuba | D     | Alain Portales Basto           |
|    | Drapeau de Cuba | D     | Marlon Sánchez Quintana        |
|    | Drapeau de Cuba | D     | Osvaldo Bulbe Guibert          |
|    | Drapeau de Cuba | D     | Wilfredo J. Nariño Baró        |
|    | Drapeau de Cuba | D     | Arnold Corona Figueredo        |

| No. | Nat.            | Position | Nom du joueur                  |
| --- | --------------- | -------- | ------------------------------ |
|     | Drapeau de Cuba | M        | Carlos R. Espinosa Caballero   |
|     | Drapeau de Cuba | M        | Andrés Mengual Callol          |
|     | Drapeau de Cuba | M        | Joel E. Echevarría Celpa       |
|     | Drapeau de Cuba | M        | Rolando D. Abreu Canela        |
|     | Drapeau de Cuba | M        | Yasmani Feraud Hechevarría     |
|     | Drapeau de Cuba | M        | Yonal Ávila González           |
|     | Drapeau de Cuba | M        | Dennis Ramírez Gracia          |
|     | Drapeau de Cuba | M        | Carlos Elián Ibarra Molina     |
|     | Drapeau de Cuba | M        | Brian Savigne Polanco          |
|     | Drapeau de Cuba | M        | Christian Flores Castellanos   |
|     | Drapeau de Cuba | M        | Lester Geraldo Cervantes Macía |
|     | Drapeau de Cuba | M        | Randy Reve Arnau               |
|     | Drapeau de Cuba | M        | Rafael A. Quiroga Arrate       |
|     | Drapeau de Cuba | A        | Heyder O. Caballero Bisset     |
|     | Drapeau de Cuba | A        | Lekbir Salem Morales           |

Source : El Nuevo Blog del Fútbol Cubano.

### Entraîneurs

#### Encadrement technique actuel
- Entraîneur : Leonardo Herrero
- Entraîneurs adjoints : ??
- Préparateur physique : ??
- Entraîneur des gardiens : ??

#### Liste des entraîneurs
- Leonardo Herrero[12] (2003-2004)
- Jorge Isaac Querol[13] (2005-2009)
- Orlando Semanat Harvey[14],[15] (2009-2010)
- Manuel López[16] (2011-??)
- Rolando Villán Bassas[17] (2013-??)
- Orlando Semanat Harvey[18] (2014-2015)
- Lorenzo Mambrini[19] (2016-2017)
- Leonardo Herrero[20] (2018-)